# Lucius Vipstanus Publicola
Lucius Vipstanus Publicola ou Lucius Vipstanus Poplicola (fl. 48) était un homme politique de l'Empire romain.

## Biographie
Fils de Lucius Vipstanus Gallus et de sa femme Valeria et frère de Caius Vipstanus Messalla Gallus. Il est par sa mère un arrière petit-fils d'Octavie la Jeune.
Il était Consul (Rome antique) ordinaire en 48 avec pour collègue Aulus Vitellius, en juillet, son frère lui succède comme consul suffect.
En 58/59, il est proconsul d'Asie.